# Leucoloma crosbyi
Leucoloma crosbyi là một loài rêu trong họ Dicranaceae. Loài này được La Farge-England mô tả khoa học đầu tiên năm 1992.